# Parineeti Chopra
Parineeti Chopra (Ambala, 22 ottobre 1988) è un'attrice indiana, vincitrice di diversi premi cinematografici indiani.

## Biografia
Nata in India, si forma all'Alliance MBS di Manchester (Regno Unito) dove consegue una tripla honours degree al fine di diventare investitrice bancaria, tornando a Mumbai nel 2009 a causa della crisi economica e andando a vivere con la cugina Priyanka, attrice (assieme alle cugine Meera e Mannara) che l'avvicina al mondo cinematografico.

## Film e premi
Esordisce nel 2011 in Ladies vs Ricky Bahl, che le vale un Filmfare Award per la miglior attrice debuttante e una nomination come miglior attrice non protagonista, vincendo l'International Indian Film Academy Awards (IIFA) Award come migliore attrice non protagonista, il Producers Guild Film Award come migliore attrice non protagonista e viene nominata nella stessa categoria alle cerimonie di premiazione Filmfare, Screen e Zee Cine sempre per la sua interpretazione. Sulla scia di questo successo, recita in Ishaqzaade (2012), per il quale le viene dedicata una menzione speciale ai 60° National Film Awards. Per lo stesso film, ottiene anche, tra gli altri riconoscimenti, la sua prima nomination per il Filmfare Award e il Producers Guild Film Award come migliore attrice protagonista. Recita inoltre inShuddh Desi Romance (2013) e Hasee Toh Phasee (2014): le performance nei primi due le valgono due nomination come miglior attrice protagonista ai Filmfare del 2013 e del 2014. Nel 2017 prende parte al blockbuster Golmaal Again, uno dei più grandi successi commerciali del cinema indiano.
Al suo attivo vi sono 26 premi, tra cui un National Film Awards e altri sette premi, rispettivamente: uno ai Filmfare, uno agli Screen, uno agli Zee Cine Awards, due premi ai Producers Guild e due agli IIFA. Riceve anche altri premi come "Miglior Debutto" in diverse altre cerimonie, tra cui gli Screen Awards, gli IIFA Awards, i Producers Guild Film Awards e gli Zee Cine Awards.
Sulle sei volte in cui ha ricevuto la nomination ai Big Star Entertainment Awards, un evento annuale organizzato dalla Reliance Broadcast Network, è stata premiata una volta..